# 克里希纳·科利
克里希纳·库马里·科利（1979年2月1日—），简称克里希纳·库马里。是一名巴基斯坦政治家，昵称柯希拜伊（女王柯希）。自2018年3月以来一直担任巴基斯坦参议院成员。她是第二位担任这一职位的印度教女性。她以支持女权和反对债务奴役而闻名；并被英国广播公司评为2018年最具影响力的100名女性之一。

## 早年生活
克里希纳出生于1979年2月1日，她的家庭是一个信仰印度教的信德人（科利人）家庭，属于达利特种姓。 一家人来自纳加尔帕卡尔的一个村庄。 当她还是一个孩子和三年级的学生时，她和她的家人被当地一个地主囚禁在一所私人监狱里，做了三年的劳工。他们只是在警察突袭了他们雇主的土地后才被释放。她在Umerkot和Mirpukhas接受了早期教育。
1994年，她16岁结婚，当时她还在读九年级。 她婚后继续接受教育，并于2013年在信德大学获得社会学硕士学位。
2007年，她参加了在伊斯兰堡举行的第三届Mehergarh人权青年领袖训练营，在那里她学习了巴基斯坦政府、国际移徙、战略规划，并了解了可以用来创造社会变革的工具。

## 政治生涯
克里希纳作为一名社会活动家加入了巴基斯坦人民党(PPP)，为塔尔地区被边缘化社区的权利开展运动。她还为女权运动发声，反对抵押劳工，反对性骚扰。 2018年，她在2018年巴基斯坦参议院选举中以人民党候选人的身份当选巴基斯坦参议院议员，为来自信德省的女性保留了一个席位。她于2018年3月12日宣誓就任参议员。克里希纳是继拉特纳·巴格万达斯·查瓦拉之后第二位当选为参议员的巴基斯坦印度教女性。
她被英国广播公司评为2018年最具影响力的100名女性之一。
在2020年卡拉克寺庙袭击事件之后，巴基斯坦参议院提出了一项新的法案--《保护宗教少数群体权利法案》，以避免对少数群体礼拜场所的类似袭击。但它被以贾米亚特·乌勒马-伊斯兰运动党出身的参议员阿都·加富尔·海德里为首的参议院常设委员会拒绝。克里希纳在会议期间走出参议院，以示抗议。